# إميليا فهلين
إميليا فهلين (بالسويدية: Emilia Fahlin) (و. 1988  م) هي دراجة سويدية، ولدت في أوربرو، شاركت في ركوب الدراجات في الألعاب الأولمبية الصيفية 2012 ‏، وركوب الدراجات في الألعاب الأولمبية الصيفية 2016.

## سجل الفوز

### سباقات أو مراحل فاز بها
| التاريخ        | السباق                                                            | المركز                   |
| -------------- | ----------------------------------------------------------------- | ------------------------ |
| 28 يونيو 2008  | سباق الطريق للسيدات في بطولة السويد 2008                          | الفائز في التصنيف العام  |
| 17 أغسطس 2008  | 2008 La Route de France                                           | العاشر في تصنيف أفضل شاب |
| 24 مايو 2009   | Tour de l'Aude Cycliste Féminin 2009                              | الثالث في تصنيف أفضل شاب |
| 24 يونيو 2009  | سباق الطريق ضد الساعة للسيدات في بطولة السويد لسباق الدراجات 2009 | الفائز في التصنيف العام  |
| 01 يوليو 2009  | 2009 European Road Cycling Championships Women U23 ITT            |                          |
| 14 أغسطس 2009  | 2009 La Route de France                                           | الثامن في تصنيف أفضل شاب |
| 12 يونيو 2010  | Chrono Gatineau Woman 2010                                        | التاسع في التصنيف العام  |
| 13 يونيو 2010  | جائزة غاتينو الكبرى للدراجات 2010                                 | السابع في التصنيف العام  |
| 23 يونيو 2010  | سباق الطريق ضد الساعة للسيدات في بطولة السويد لسباق الدراجات 2010 | الفائز في التصنيف العام  |
| 15 يوليو 2010  | 2010 European Road Cycling Championships Women U23 ITT            |                          |
| 14 أغسطس 2010  | 2010 La Route de France                                           | الرابع في تصنيف أفضل شاب |
| 22 يونيو 2011  | سباق الطريق ضد الساعة للسيدات في بطولة السويد لسباق الدراجات 2011 | الفائز في التصنيف العام  |
| 25 يونيو 2011  | سباق الطريق للسيدات في بطولة السويد 2011                          |                          |
| 01 يناير 2012  | 2012 Nature Valley Grand Prix Women                               |                          |
| 24 يونيو 2012  | سباق الطريق للسيدات في بطولة السويد 2012                          |                          |
| 26 يونيو 2012  | سباق الطريق ضد الساعة للسيدات في بطولة السويد لسباق الدراجات 2012 |                          |
| 22 يونيو 2013  | سباق الطريق للسيدات في بطولة السويد 2013                          | الفائز في التصنيف العام  |
| 22 يونيو 2016  | سباق الطريق ضد الساعة للسيدات في بطولة السويد لسباق الدراجات 2016 |                          |
| 25 يونيو 2016  | سباق الطريق للسيدات في بطولة السويد 2016                          |                          |
| 21 أغسطس 2016  | أوبن دي سويد فارجاردا - سباق الطريق 2016                          | الفائز في التصنيف العام  |
| 29 أبريل 2018  | 2018 Gracia-Orlová                                                | الفائز في التصنيف العام  |
| 20 يونيو 2018  | سباق الطريق ضد الساعة للسيدات في بطولة السويد لسباق الدراجات 2018 |                          |
| 23 يونيو 2018  | سباق الطريق للسيدات في بطولة السويد 2018                          | الفائز في التصنيف العام  |
| 25 يوليو 2020  | سباق الطريق ضد الساعة للسيدات في بطولة السويد 2020                |                          |
| 03 أكتوبر 2020 | سباق الطريق للسيدات في بطولة السويد 2020                          |                          |
| 25 يونيو 2022  | سباق الطريق للسيدات في بطولة السويد 2022                          |                          |
| 30 أبريل 2023  | 2023 Gracia-Orlová                                                |                          |
| 22 يونيو 2023  | 2023 Sweden National Road Cycling Championships - Women ITT       |                          |
| 24 يونيو 2023  | 2023 Sweden National Road Cycling Championships - Women RR        | الفائز في التصنيف العام  |

## روابط خارجية
- إميليا فهلين على موقع الاتحاد الدولي للدراجات (الإنجليزية)
- إميليا فهلين على موقع أرشيف الدراجات (الإنجليزية)
- إميليا فهلين على موقع إحصائيات الدراجات الإحترافية (الإنجليزية)
- إميليا فهلين على موقع نسبة الدراجات (الإنجليزية)
- إميليا فهلين على موقع CycleBase (الإنجليزية)
- إميليا فهلين على موقع اللجنة الأولمبية الدولية (الإنجليزية)
- إميليا فهلين على موقع أوليمبيديا (الإنجليزية)
- إميليا فهلين على موقع اللجنة الأولمبية السويدية (السويدية)